# Lucky (cântec de Britney Spears)
„Lucky” este un cântec al interpretei americane Britney Spears înregistrat pentru cel de-al doilea ei album de studio, Oops!... I Did It Again (2000). Piesa a fost lansată drept cel de-al doilea disc single extras de pe album la 8 august 2000, sub egida casei de discuri Jive Records. După ce artista s-a întâlnit cu producătorii Max Martin și Rami Yacoub în Suedia, aceasta a înregistrat numeroase melodii pentru album, printre care și „Lucky”. Cântecul prezintă povestea unei faimoase vedete de cinema numită Lucky (în limba română: Norocoasa), care, în ciuda faptului că pare să aibă totul – faimă, bogăție, și frumusețe – este foarte singură și nefericită în adâncul sufletului. Piesa a primit laude din partea criticilor de specialitate, aceștia considerând că linia melodică și ritmul sunt drăguțe și atrăgătoare, remarcând totodată faptul că versurile sunt despre Spears însăși.
„Lucky” a obținut succes comercial pe plan mondial, ocupând prima poziție a clasamentelor din Austria, Elveția, Germania și Suedia, și devenind, de asemenea, un șlagăr de top 10 în mai multe țări din Europa. În Regatul Unit, cântecul s-a clasat pe locul cinci în ierarhia UK Singles Chart și a devenind al zecelea cel mai bine vândut disc single a lui Spears, înregistrând vânzări de peste 225.000 de exemplare în regiunea respectivă. Un videoclip muzical a fost regizat de Dave Meyers, și o prezintă pe artistă jucând două roluri: ea însăși, și un star de cinema melancolic (Lucky) ce își dorește să aibă parte de distracție. Spears a interpretat „Lucky” în câteva apariții din mass-media, precum și în două dintre turneele ei.

## Informații generale și structură muzicală
În anul 1999, Spears a început să lucreze la cel de-al doilea ei album de studio, Oops!... I Did It Again (2000), în Suedia și Elveția. După ce s-a întâlnit cu producătorii Max Martin și Rami Yacoub în Suedia, artista a înregistrat mai multe melodii pentru album, printre care și „Lucky”. Cântecul a fost compus și produs de Martin și Rami, cu sprijin din partea textierului Alexander Kronlund. La întoarcerea în Statele Unite, Spears a dezvăluit într-un interviu acordat MTV News: „Doar ce m-am întors din Suedia, și am lucrat la jumătate [din] piesele [pentru Oops!] acolo. Sunt foarte, foarte încântată de materialul înregistrat, însă am avut un timp [atât de] limitat pentru a termina atât de multe cântece. Așa că am fost în studio nonstop, ceea ce e grozav totuși”. Spears a înregistrat vocea pentru piesă în prima săptămână a lunii noiembrie 1999, la Studiourile Cheiron din Stockholm, Suedia. „Lucky” a fost lansat drept cel de-al doilea disc single extras de pe album la data de 8 august 2000.
„Lucky” este o piesă cu o durată de trei minute și 24 de secunde. Potrivit unei partituri digitale publicate pe Musicnotes.com, cântecul este compus în tonalitatea Re♭ major (însă se schimbă ulterior în Mi♭ major la finalul secvenței intermediare) și are un tempo moderat de 95 de bătăi pe minut. Vocea lui Spears se întinde pe mai mult de o octavă, de la nota La♭3 la nota Mi♭5. „Lucky” urmărește o secvență simplă de Re♭–Si♭ minor–Sol♭–La♭ în progresia de acorduri. David Veitch de la ziarul Calgary Sun și Chuck Taylor de la revista Billboard au comparat ritmul piesei cu single-urile anterioare ale lui Spears, „...Baby One More Time” (1998) și „Sometimes” (1999). Din punct de vedere al versurilor, cântăreața „spune o poveste despre o fată cu numele Lucky (ro.: Norocoasa)”, un superstar faimos care, în ciuda faptului că are tot ceea ce își dorește, se simte foarte singură pe interior. Veitch a comentat, de asemenea, faptul că versurile fac referire la viața lui Spears.

## Receptare

### Critică
„Lucky” a primit, în general, laude din partea criticilor de specialitate. Redactorii revistei NME au spus că piesa „ar putea fi cel mai frumos moment al lui Britney. Cea mai bună simfonie adolescentină dulce-amăruie”. Criticii au fost de părere că „Lucky” este varianta lui Spears a single-ului „Where Did It All Go Wrong?” lansat de formația rock engleză Oasis, descriindu-l drept „o poveste sfâșietoare despre viața din vârful teen pop-ului, transformată într-un imn pentru fetele dramatice și morocănoase de 12 ani de pretutindeni cu ajutorul talentului înfricoșător a lui Max Martin de a compune versuri pentru șlagăre de adolescenți”. Cu toate acestea, s-a observat faptul că unele dintre versuri „sună destul de dificile atunci când abia ai fost părăsit, iar registrul fals și bine antrenat în Clubul lui Mickey Mouse a lui Britney își atinge apogeul”. David Veitch de la Calgary Sun a opinat că „Lucky” are o „linie melodică drăguță și cu un tempo moderat”, iar în ceea ce privește versurile, acesta a afirmat: „Îi simțim durerea”. Într-o recenzie pentru revista Billboard, Chuck Taylor a lăudat cântecul, adăugându-l în rubrica de „Piese în centrul atenției” a secțiunii de recenzii pentru cântece. Taylor a fost de părere că „linia melodică de-a dreptul contagioasă, refrenul ce ți se va implanta în creier și tema empatică a unei fete care este cel mai mare superstar din lume, dar totuși se simte singură (hmm...) vor face [din «Lucky»] un hit care se va vinde ușor în legiunea ei de fani dedicați, și va ajunge pe primul loc în radio-ul top 40”.

### Comercială
În Statele Unite, „Lucky” a ocupat locul 23 în clasamentul Billboard Hot 100, și locul nouă în ierarhia Top 40 Mainstream. A ajuns, de asemenea, pe locul 39 în clasamentul Hot Dance Music/Maxi-Singles Sales, și s-a clasat pe locul 14 în topul Rhythmic Top 40. Pe plan mondial, „Lucky” a întâmpinat succes comercial, ocupând prima poziție în Austria, Elveția, Europa și Suedia. Single-ul a ajuns în top 10 în clasamentele din peste zece țări europene, printre care Belgia, Danemarca, Irlanda, Islanda, Norvegia, sau Olanda. În România, melodia a petrecut patru săptămâni consecutive pe locul trei în ierarhia Romanian Top 100, rămânând în clasament timp de 20 de săptămâni. De asemenea, a fost al treisprezecelea cel mai difuzat cântec la posturile de radio în anul 2000. În Germania, cântecul a ajuns pe locul întâi în topul Media Control Charts, și a fost premiat cu discul de aur de către Bundesverband Musikindustrie (BVMI) pentru expedierea a peste 250.000 de unități fizice. La 28 august 2000, „Lucky” a debutat pe locul cinci în clasamentul UK Singles Chart din Regatul Unit, coborând către locul șase în următoarea săptămână. Potrivit datelor furnizate de Official Charts Company, Lucky este al zecelea cel mai bine vândut disc single a lui Spears, înregistrând vânzări de peste 225.000 de unități în regiunea respectivă. În Australia, melodia a ajuns pe locul trei și a primit discul de platină din partea Australian Recording Industry Association (ARIA), denotând cele peste 70.000 de unități fizice expediate.

## Videoclip muzical

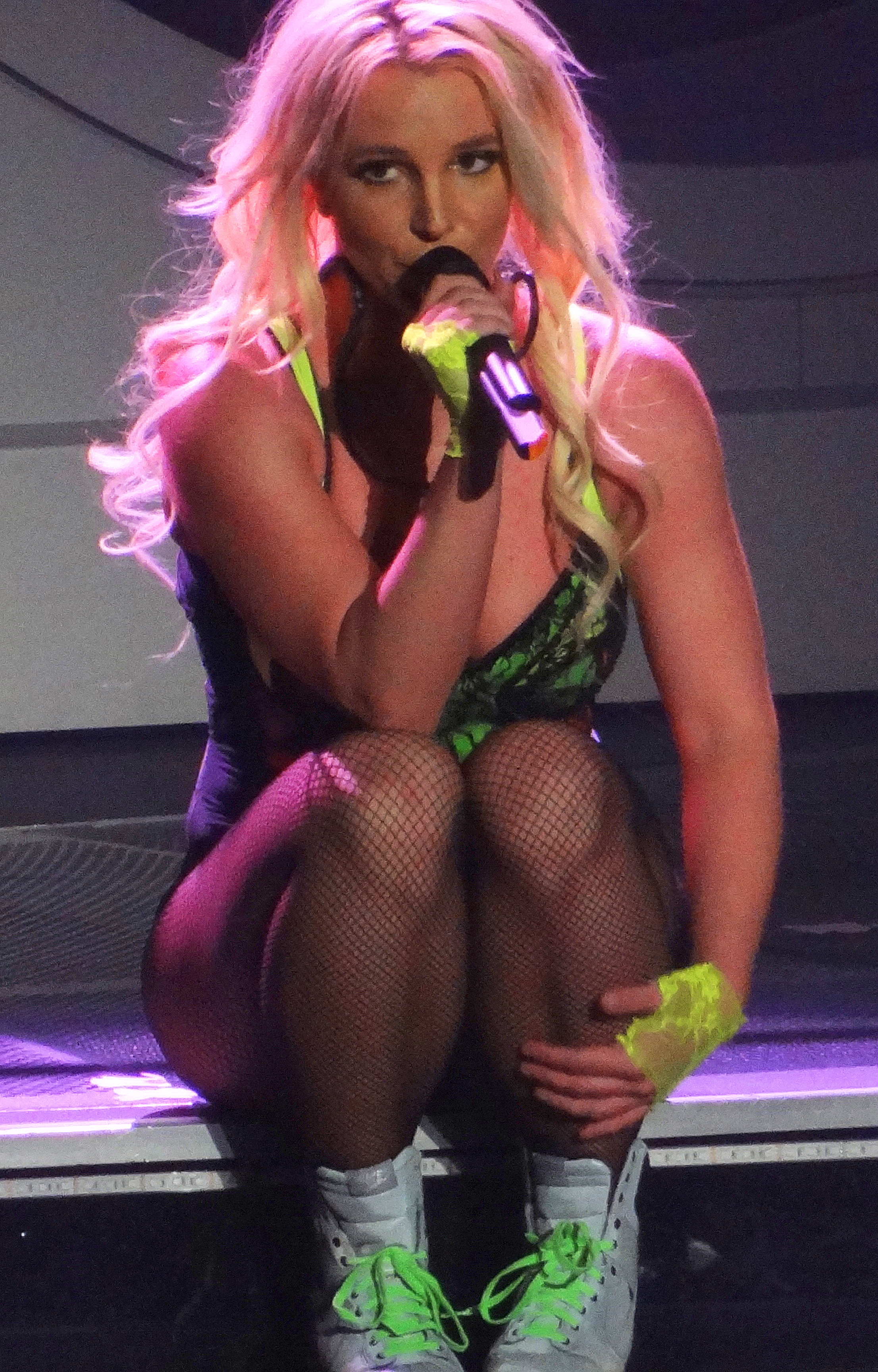
Spears cântând „Lucky” în timpul spectacolului rezidențial Britney: Piece of Me, în Las Vegas.

Compania de înregistrări Jive Records a stabilit ca videoclipul muzical pentru cântecul „Lucky” să fie regizat de Dave Meyers. Filmările au avut loc în zilele de 12 și 13 iunie 2000, la Studiourile Ren-Mar din Hollywood, California. Potrivit lui Jocelyn Vena de la MTV, Spears „joacă rolul unei vedete de film melancolice ce nu își dorește nimic mai mult decât puțină distracție”.
Videoclipul începe cu Spears, spunând povestea unei faimoase actrițe de film din Hollywood cu numele Lucky. Lucky este prezentată în spatele cortinei purtând o cămașă de noapte roz, cu mingi pufoase albe din bumbac atașate de margini, și stând atât în interiorul conacului ei, cât și pe balconul acestuia. Pe cât de frumoasă și bogată este, pe platourile de filmare pare destul de nefericită și abătută. Alte cadre o prezintă pe Spears, stând pe o stea din cer. După primul refren, Lucky miroase o orhidee, și apoi se așează și privește într-o oglindă. Mai târziu, aceasta deschide ușa unui bărbat atrăgător care o prinde în brațele lui, pe măsură ce regizorul strigă „Tăiați! Am filmat”. Lucky părăsește ulterior platourile de filmare, spunându-i regizorului: „În sfârșit! Am făcut-o de cincizeci de milioane de ori”. În timp ce asistenții actriței o machiază și îi aranjează părul, Spears stă neobservată lângă ea, cu o privire îngrijorată. Lucky este înfățișată mai apoi purtând o rochie de noapte gri și strălucitoare, acceptând premiul Oscar pentru cea mai bună actriță. Aceasta pare fericită și zâmbește către fani atunci când îi este înmânată distincția, însă realizează ulterior că nu este o bucurie autentică. Ea trece de fanii ce țipă, iar atunci când urcă în limuzină, găsește în mod neașteptat oglinda ornată folosită pe platourile de filmare. Lucky se uită înapoi către mulțime, și o vede Spears stând aplecată în față și privind-o. Limuzina pleacă, iar solista rămâne singură pe covorul roșu. Ultima scenă a videoclipului este cea în care Lucky plânge în pat, cu fața pătată de machiaj și lacrimi. Cortinele sunt trase, iar clipul se încheie.
Un redactor de la revista Billboard a observat faptul că povestea „s-a dovedit a fi mai puțină ficțiune pură, având în vedere probleme personale [ale artistei] care s-au manifestat în ochii publicului”. Jarett Wieselman de la ziarul New York Post i-a oferit un calificativ de C+, afirmând că: „Prima poveste cu tâlc de Hollywood a lui Britney nu a părut îndeajuns de dinamică în acest moment, dar cu o privire de la distanță, versurile și conceptul par mult mai triste”. Un editor al revistei Rolling Stone a spus că „Lucky” este cunoscut drept „primul videoclip a lui Spears în care accentul cade pe ceea ce avea să devină o temă recurentă, relația ei plină de conflicte cu faima”.

## Interpretări live și versiuni cover

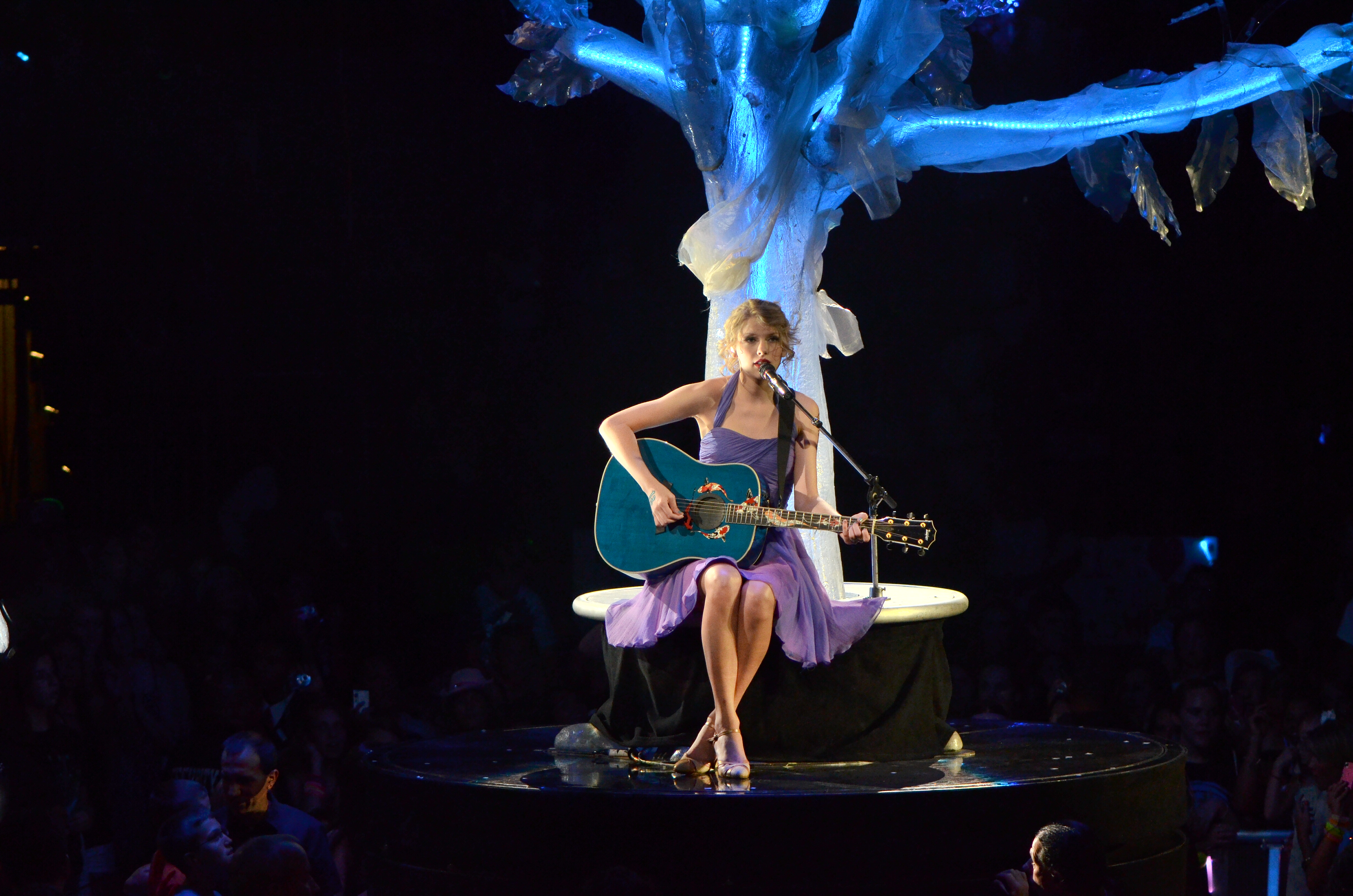
Cântăreața Taylor Swift a interpretat o versiune cover a piesei „Lucky” în turneul Speak Now, în anul 2011.

Britney Spears a cântat pentru prima oară melodia „Lucky” într-un concert din cadrul turneului Oops!... I Did It Again World Tour organizat în Columbia, Statele Unite, la 20 iunie 2000. Interpretarea cântecului a avut o temă marină. Single-ul a fost adăugat în lista de cântece pentru Dream Within a Dream Tour (2001–2002), iar Spears a ieșit din mijlocul unei cutiuțe muzicale uriașe, purtând un costum de balerină. Artista a cântat un potpuriu alcătuit piesele „Born to Make You Happy”, „Lucky” și „Sometimes”, după o interpretare a single-ului „Overprotected”. De asemenea, solista a cântat piesa în câteva apariții mass-media, precum emisiunile Top of the Pops Germany și The Today Show, în anul 2000. „Lucky” a fost inclus totodată în lista cântecelor pentru spectacolul rezidențial din Las Vegas, Britney: Piece of Me (2013–2016).
Cântăreața Taylor Swift a interpretat o versiune cover a piesei în turneul Speak Now, într-un concert organizat la 20 septembrie 2011 în Louisiana (statul de proveniență a lui Spears), ca omagiu pentru artistă. Swift a purtat o rochie lila și a început să cânte la chitară primele versuri ale melodiei: „Early morning/She wakes up/With a knock, knock, knock on the door/It's time for makeup/Perfect smile/It's you they're all waiting for” (ro.: „În zorii zilei/Se trezește/Cu un cioc, cioc, cioc la ușă/E timpul pentru machiaj/Zâmbet perfect/Pe tine te așteaptă toți oamenii”). Scott Shetler de la publicația Pop Crush a spus că „reacția publicului pentru interpretarea lui Britney nu a fost la fel de entuziasmantă în comparație cu cea în care Swift a cântat o versiune cover a unei piese de Eminem în Detroit, sau a unei melodii de Justin Bieber în Toronto”. Cu toate acestea, Jenna Hally Rubenstein de la MTV a lăudat spectacolul, observând faptul că publicul a oferit o reacție pozitivă interpretării cover, spunând: „în ciuda faptului că videoclipul este filmat din lateral și conține și vocea cameramanului amator, entuziasmul din vocea ei este o dovadă a alegerii lui Taylor pentru acest cântec. Cu alte cuvinte, putem garanta că absolut orice fată normală, în viață și originară din Louisiana care făcea parte din audiență, de asemenea, obsedată de Britney Spears”. Becky Bain de la website-ul Idolator a spus că nu au existat îndoieli în ceea ce privește o interpretare cover din partea lui Swift pentru un cântec a lui Spears, însă s-a declarat surprins de alegerea piesei „Lucky”. Katherine St Asaph, redactor de la PopDust, a spus că „Lucky” conține „versuri care ar fi putut cu ușurință compuse de/pentru Taylor, este unul dintre acele cântece care nu are nevoie de rearanjări masive”.

## Ordinea pieselor pe disc
| - CD single 1. „Lucky” (Versiunea de pe album) — 3:24 2. „Heart” — 3:00 - CD maxi single 1. „Lucky” (Versiunea de pe album) — 3:24 2. „Heart” — 3:00 3. „Lucky” (Jack D. Elliot Radio Mix) — 3:26 - CD maxi single distribuit în Australia (Partea 1) 1. „Lucky” (Versiunea de pe album) — 3:24 2. "Heart" — 3:00 3. „Lucky” (Jack D. Elliot Radio Mix) — 3:26 4. „Oops!... I Did It Again” (Jack D. Elliot Club Mix) — 6:24 - CD maxi single single distribuit în Australia (Partea 2) 1. „Lucky” (Versiunea de pe album) — 3:24 2. „Oops!... I Did It Again” (Rodney Jerkins Remix) — 3:07 3. „Oops!... I Did It Again” (Ospina's Crossover Mix) — 3:15 4. „Lucky” (Jason Nevins Mixshow Edit) — 5:51 5. „Lucky” (Riprock and Alex G. Radio Edit) — 3:58 6. „Oops!... I Did It Again” (Enhanced Video) — 4:12 | - CD maxi single distribuit în Japonia 1. „Lucky” (Versiunea de pe album) — 3:24 2. „Lucky” (Jack D. Elliot Radio Mix) — 3:26 3. „Oops!... I Did It Again” (Ospina's Crossover Mix) — 3:15 4. „Oops!... I Did It Again” (Riprock 'n' Alex G. Oops! We Remixed Again! Radio Mix) — 3:54 - Casetă single distribuită în Australia 1. „Lucky” (Versiunea de pe album) — 3:24 2. „Lucky” (Jack D. Elliot Radio Mix) — 3:26 3. „Oops!... I Did It Again” (Jack D. Elliot Club Mix) — 6:24 - Casetă single distribuită în Europa 1. „Lucky” (Versiunea de pe album) — 3:24 2. „Heart” — 3:00 3. „Oops!... I Did It Again” (Jack D. Elliot Club Mix) — 6:24 - Disc de gramofon 12" 1. „Lucky” (Jack D. Elliot Club Mix) — 6:42 2. „Lucky” (Versiunea de pe album) — 3:25 3. „Lucky” (Jack D. Elliot Radio Mix) — 3:27 4. „Lucky” (Riprock 'n' Alex G. Extended Club Mix) — 7:16 5. „Lucky” (Jason Nevins Mixshow Edit) — 5:51 |

## Acreditări și personal
- Britney Spears – voce principală
- Max Martin – producător, textier, mixaj, claviatură, programare, acompaniament vocal
- Rami Yacoub – producător, textier, claviatură
- Nana Hedin – acompaniament vocal
- Alexander Kronlund – textier
- Esbjörn Öhrwall – chitară
- Tom Coyne – masterizare

Sursă:

## Prezența în clasamente
| Țară (clasament 2000)                          | Poziție maximă | Referință |
| ---------------------------------------------- | -------------- | --------- |
| Australia (ARIA)                               | 3              | [ 33 ]    |
| Austria (Ö3 Austria Top 40)                    | 1              | [ 34 ]    |
| Belgia (Ultratop 50 Flandra)                   | 9              | [ 35 ]    |
| Belgia (Ultratop 50 Valonia)                   | 10             | [ 36 ]    |
| Brazilia (ABPD)                                | 46             | [ 37 ]    |
| Canada (RPM Top Singles)                       | 2              | [ 38 ]    |
| Canada (RPM Adult Contemporary)                | 49             | [ 39 ]    |
| Canada (RPM Dance/Urban)                       | 39             | [ 40 ]    |
| Coreea de Sud (Gaon International Singles)     | 57             | [ 41 ]    |
| Danemarca (IFPI)                               | 8              | [ 42 ]    |
| Elveția (Schweizer Hitparade)                  | 1              | [ 11 ]    |
| Europa (European Hot 100 Singles)              | 1              | [ 43 ]    |
| Finlanda (Suomen virallinen lista)             | 15             | [ 44 ]    |
| Franța (SNEP)                                  | 16             | [ 45 ]    |
| Germania (GfK Entertainment Charts)            | 1              | [ 46 ]    |
| Irlanda (IRMA)                                 | 2              | [ 47 ]    |
| Islanda (Íslenski Listinn Topp 40)             | 3              | [ 48 ]    |
| Italia (FIMI)                                  | 8              | [ 49 ]    |
| Noua Zeelandă (Recorded Music NZ)              | 4              | [ 50 ]    |
| Norvegia (VG-lista)                            | 5              | [ 51 ]    |
| Olanda (Dutch Top 40)                          | 4              | [ 52 ]    |
| Polonia (Polish Airplay Charts)                | 2              | [ 53 ]    |
| Regatul Unit (UK Singles Chart)                | 5              | [ 54 ]    |
| Regatul Unit (UK Indie Chart)                  | 1              | [ 55 ]    |
| România (Romanian Top 100)                     | 3              | [ 12 ]    |
| Scoția (Official Charts Company)               | 5              | [ 56 ]    |
| Spania (PROMUSICAE)                            | 13             | [ 57 ]    |
| Suedia (Sverigetopplistan)                     | 1              | [ 58 ]    |
| Statele Unite ale Americii (Billboard Hot 100) | 23             | [ 59 ]    |
| Statele Unite ale Americii (Mainstream Top 40) | 9              | [ 60 ]    |
| Statele Unite ale Americii (Rhythmic)          | 14             | [ 61 ]    |

| Țară (clasament 2000)               | Poziția maximă | Referință |
| ----------------------------------- | -------------- | --------- |
| Australia (ARIA)                    | 29             | [ 62 ]    |
| Austria (Ö3 Austria Top 40)         | 9              | [ 63 ]    |
| Elveția (Schweizer Hitparade)       | 25             | [ 64 ]    |
| Franța (SNEP)                       | 100            | [ 65 ]    |
| Germania (GfK Entertainment Charts) | 10             | [ 66 ]    |
| Noua Zeelandă (Recorded Music NZ)   | 35             | [ 67 ]    |
| România (Romanian Top 100)          | 13             | [ 12 ]    |
| Suedia (Sverigetopplistan)          | 8              | [ 68 ]    |

## Vânzări și certificări
| \| Țară (clasament) \| Vânzări/ puncte \| Certificare \| Referințe \| \| ---------------------- \| --------------- \| ----------- \| --------- \| \| Australia (ARIA) \| +70.000 \| \| [16] \| \| Austria (IFPI Austria) \| +25.000 \| \| [69] \| \| Belgia (BEA) \| +25.000 \| \| [70] \| \| Franța (SNEP) \| +125.000 \| \| [71][72] \| \| Germania (BVMI) \| +250.000 \| \| [13] \| \| Noua Zeelandă (RMNZ) \| +10.000 \| \| [73] \| \| Suedia (GLF) \| +30.000 \| \| [74] \| \| Regatul Unit (BPI) \| +250.000 \| \| [75] \| | Note - reprezintă „disc de argint”; - reprezintă „disc de aur”; - reprezintă „disc de platină”. |             |               |
| Țară (clasament) | Vânzări/ puncte                                                                                 | Certificare | Referințe     |
| Australia (ARIA) | +70.000                                                                                         |             | [ 16 ]        |
| Austria (IFPI Austria) | +25.000                                                                                         |             | [ 69 ]        |
| Belgia (BEA) | +25.000                                                                                         |             | [ 70 ]        |
| Franța (SNEP) | +125.000                                                                                        |             | [ 71 ] [ 72 ] |
| Germania (BVMI) | +250.000                                                                                        |             | [ 13 ]        |
| Noua Zeelandă (RMNZ) | +10.000                                                                                         |             | [ 73 ]        |
| Suedia (GLF) | +30.000                                                                                         |             | [ 74 ]        |
| Regatul Unit (BPI) | +250.000                                                                                        |             | [ 75 ]        |

## Datele lansărilor
| Țară         | Dată                           | Format    | Casă de discuri |
| ------------ | ------------------------------ | --------- | --------------- |
| Austria      | 8 august 2000                  | CD single | Jive Records    |
| Germania     | 8 august 2000                  | CD single | Jive Records    |
| Elveția      | 8 august 2000                  | CD single | Jive Records    |
| Regatul Unit | 14 august 2000                 | CD single | Jive Records    |
| Regatul Unit | 22 august 2000 (Partea a doua) | CD single | Jive Records    |